# لی یو-ری
لی یو-ری (انگلیسی: Lee Yu-ri؛ زادهٔ ۲۸ ژانویهٔ ۱۹۸۰) بازیگر، و بازیگر سینما اهل کره جنوبی است.
از فیلم‌ها یا برنامه‌های تلویزیونی که وی در آن نقش داشته‌است می‌توان به قلب زرد و دروغ پشت دروغ اشاره کرد.